# Hipposideros cervinus
Hipposideros cervinus är en fladdermusart som först beskrevs av Gould 1863.  Hipposideros cervinus ingår i släktet Hipposideros och familjen rundbladnäsor. IUCN kategoriserar arten globalt som livskraftig. Inga underarter finns listade i Catalogue of Life. Wilson & Reeder (2005) skiljer mellan fyra underarter.
Denna fladdermus förekommer i Sydostasien och i den australiska regionen. Utbredningsområdet sträcker sig från Malackahalvön till Filippinerna, Nya Kaledonien och norra Australien. I Singapore är den troligen utdöd. Arten lever i låglandet och i bergstrakter upp till 1400 meter över havet. Habitatet utgörs av olika slags skogar. Individerna vilar i grottor, i gruvor och i trädens håligheter. De bildar där kolonier som kan ha några hundra medlemmar. Per kull föds en unge. Jakten sker vanligen i skogarnas undervegetation.
Arten har 44 till 50 mm långa underarmar, en 21 till 28 mm lång svans, 14 till 17 mm stora öron och den väger 5 till 10 g. Pälsens färg kan vara gråaktig, brunaktig eller orange. Hudflikarna på näsan (bladet) har två tydliga utskott på ovansidan. Samma kännetecken finns hos Hipposideros galeritus men arterna avviker i andra anatomiska detaljer.